# Ристо Шанев
Ристо Шанев (на македонска литературна норма: Ристо Шанев) е поет и писател от Северна Македония.

## Биография
Роден е в 1944 година в село Поздивища (на гръцки Халара), Костурско, Гърция. Основно образование завършва в родното си село, а средно в Лерин. От 1957 година продължава обучението си в Скопие, Югославия. Дипломира се в Юридическия факултет на Скопския университет. Работи като юрист.
Шанев е сред основателите на дружествата Млади македонски писатели и Млада Струга. Член е на Дружеството на писателите на Македония от 2000 година.

## Творчество
- „Пождивишта“, Скопје, 1988 (съавтор)
- „Златниот прстен на сеќавањата“ (Златният пръстен на спомените) (поезия, 1995)
- „Далечини“ (поезия, 1996)
- „Заеднички години“ (Общи години) (поезия, 1996)
- „Враќање“ (Връщане) (поезия, 1997)
- „Ноќ и ден во Канада“ (поезия, 1999)